# Xylotrechus rosinae
Xylotrechus rosinae är en skalbaggsart som beskrevs av Dauber och Trevor J. Hawkeswood 1993. Xylotrechus rosinae ingår i släktet Xylotrechus och familjen långhorningar. Inga underarter finns listade i Catalogue of Life.